# Geron barbatus
Geron barbatus är en tvåvingeart som beskrevs av Mario Bezzi 1921. Geron barbatus ingår i släktet Geron och familjen svävflugor. Inga underarter finns listade i Catalogue of Life.